# Merešor
Merešor (ukrajinsky Мерешор, maďarsky Rókarét), je obec v Koločavské venkovské komunitě (hromadě) v okrese Chust v Zakarpatské oblasti na Ukrajině. V roce 2001 zde žilo 711 obyvatel.